# Чеботарёв, Геннадий Николаевич
Геннадий Николаевич Чеботарёв (род. 19 октября 1948, Острогожск, Воронежская область, СССР) — российский правовед, президент Тюменского государственного университета, председатель Общественной палаты Тюменской области. Участник Конституционного совещания 1993 года. Доктор юридических наук (1998), профессор. Член редколлегии «Большой Тюменской энциклопедии» (2004 год).

## Биография
Родился в городе Острогожске Воронежской области.
- 1969 — ответственный секретарь правления районной организации общества «Знание» (п. Советский, Тюменская обл.),
- 1969—1972 — 2-й секретарь Советского райкома ВЛКСМ (пос. Советский, Тюменская обл.),
- 1972—1974 — 1-й секретарь Советского райкома ВЛКСМ. В 1973 году окончил юридический факультет Воронежского государственного университета[2].
- 1974—1977 — 2-й секретарь Тюменского обкома ВЛКСМ,
- 1977—1981 — 1-й секретарь Тюменского обкома ВЛКСМ, в 1987 году защитил кандидатскую диссертацию «Повышение политической активности граждан в деятельности местных Советов народных депутатов».
- 1987—1989 — и. о. декана, декан юридического факультета Тюменского государственного университета,
- 1989—1999 — проректор по учебной работе Тюменского государственного университета,
- 1999—2007 — директор Института государства и права Тюменского государственного университета, проректор. В 1998 году защитил докторскую диссертацию «Принцип разделения властей в конституционной системе Российской Федерации»[3].
- 2007—2012 — ректор Тюменского государственного университета[4]
- с 2012— президент Тюменского государственного университета, с 2014 — председатель Общественной палаты Тюменской области[5].

## Награды и почётные звания
- Орден Александра Невского (2021)[6];
- Орден Почёта (2011)[7][8];
- Орден Трудового Красного Знамени (1981);
- Орден Святого князя Александра Невского II степени (2007);

- Юбилейная медаль «За доблестный труд. В ознаменование 100-летия со дня рождения Владимира Ильича Ленина» (1970);
- Медаль «За трудовое отличие» (1974);
- Медаль «За освоение недр и развитие нефтегазового комплекса Западной Сибири» (1981);
- Золотая медаль ТюмГУ «За выдающиеся успехи» (1998);

- Заслуженный юрист Российской Федерации (2004)[9];
- Почетный работник науки и образования Тюменской области (2005);
- Заслуженный деятель науки Ханты-Мансийского автономного округа-Югры (2005);
- Почетный профессор Казахстанско-Американского свободного университета (2005).